# Paul Werner Wagner

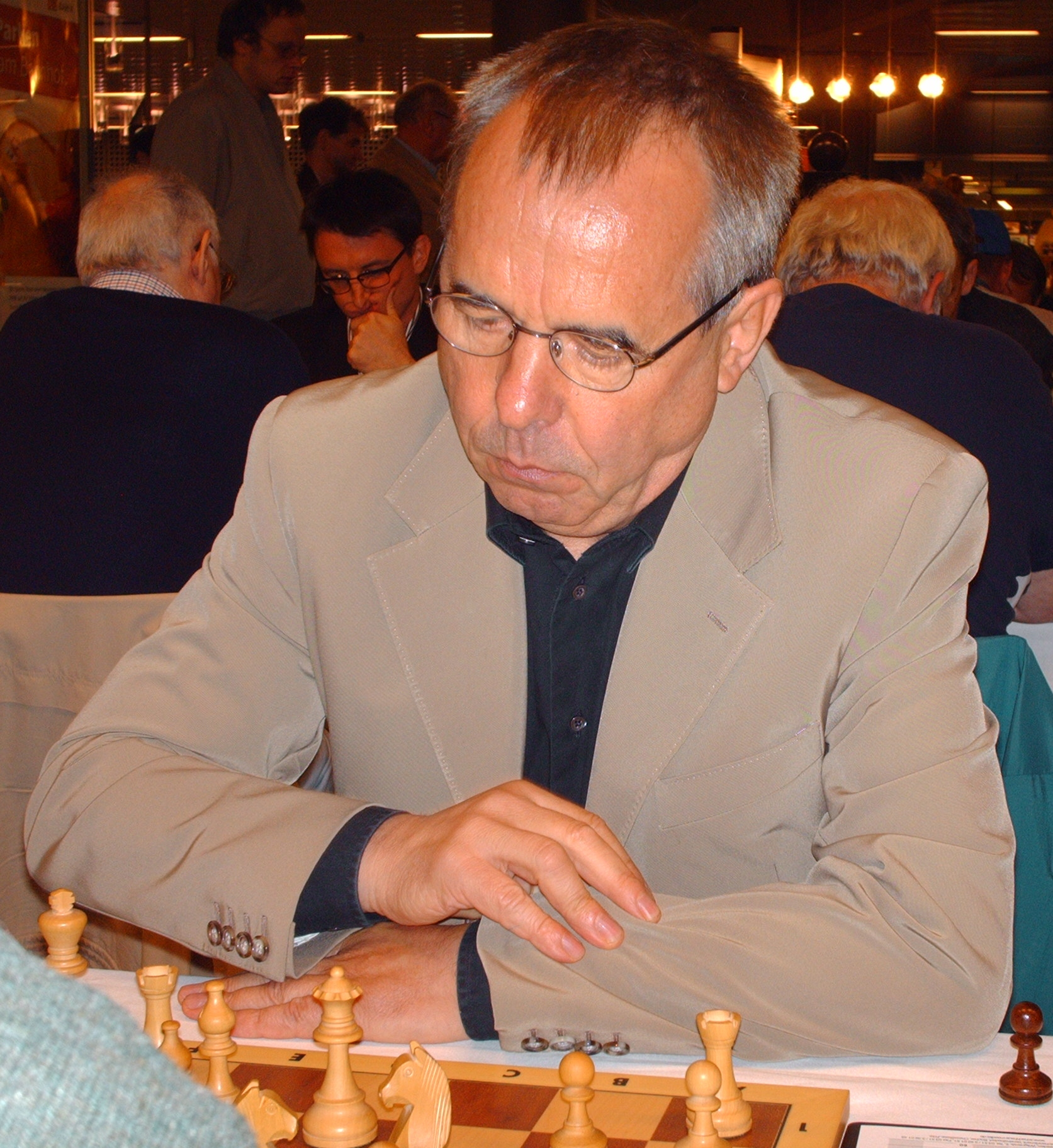
Paul Werner Wagner, Berlin 2008

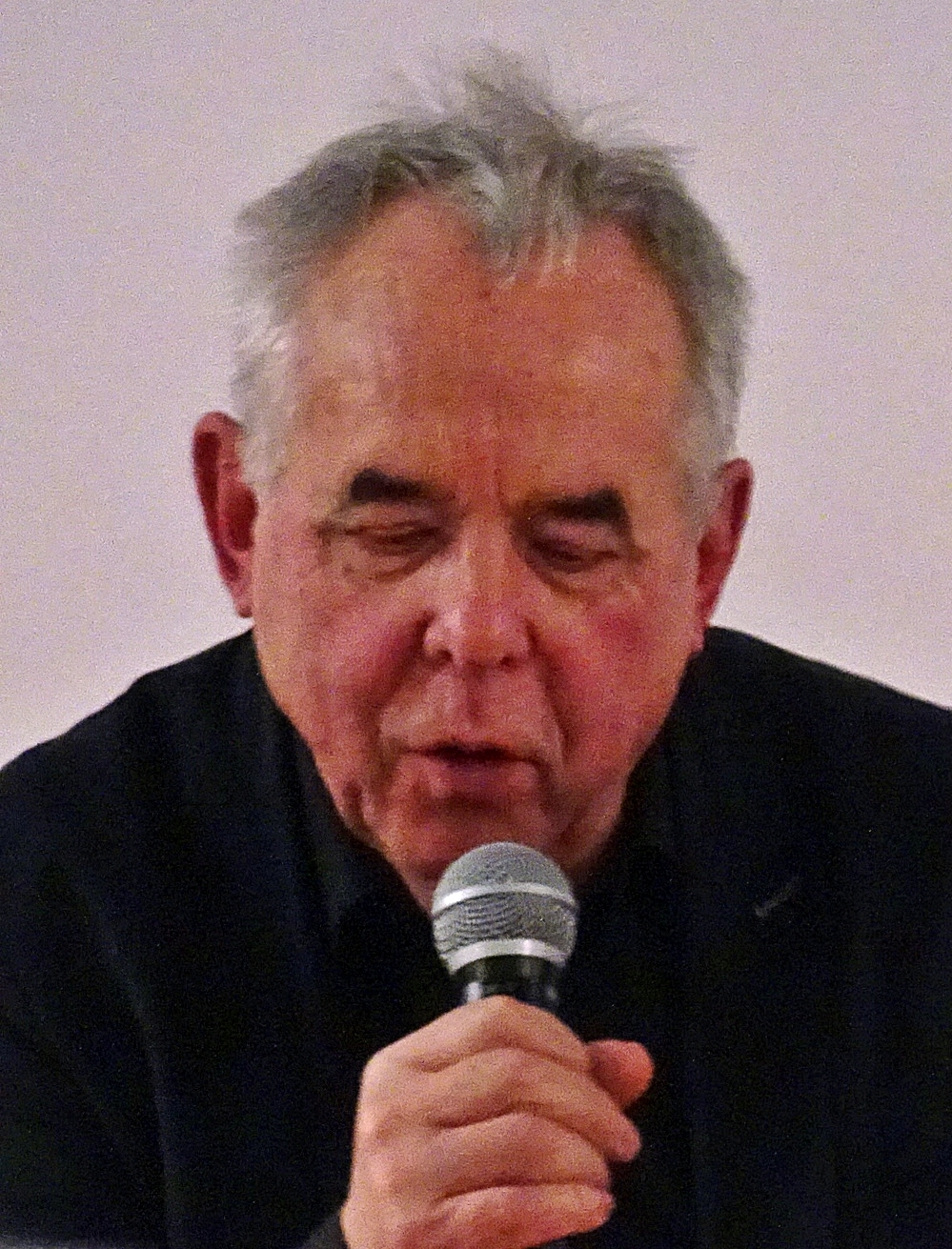
Paul Werner Wagner (2023)

Paul Werner Wagner (* 11. August 1948 in Wolfen) ist ein deutscher Literaturwissenschaftler, Kulturmanager und Schachfunktionär.

## Leben
Paul Werner Wagner wurde nach seinem erweiterten Oberschul-Abschluss 1967 bei seinem Fluchtversuch aus der DDR an der tschechoslowakisch-ungarischen Grenze festgenommen und zu 19 Monaten Haft wegen Landesverrats verurteilt. Nach sieben Jahren Bewährung in der Produktion in der Filmfabrik Wolfen hat Wagner Kultur- und Literaturwissenschaften an der Humboldt-Universität Berlin studiert.
In den letzten Jahren vor der Einheit engagierte sich Wagner aktiv in der Bürgerrechtsbewegung und leitete den diskursiven Pintschklub in Berlin-Friedrichshain. In dieser Zeit wurde Wagner vom Ministerium für Staatssicherheit der DDR überwacht.
Von 1994 bis 1997 war er geschäftsführender Gesellschafter der Palamedes Agentur für europäische Kommunikationskultur GmbH. Wagner ist Vorsitzender der 2001 gegründeten Emanuel Lasker Gesellschaft, seit 2012 Vorsitzender der Friedrich-Wolf-Gesellschaft und war von 2002 bis 2010 Vorsitzender des Künstlerklubs DIE MÖWE sowie Autor und Herausgeber mehrerer Bücher. Er war in zweiter Ehe verheiratet mit der zweifachen DDR-Schachmeisterin und Internationalen Meisterin Annett Wagner-Michel und hat mit ihr einen Sohn. Aus erster Ehe hat er eine Tochter.

## Veröffentlichungen
- Uranbergbau im Kalten Krieg, von Rudolf Boch und Rainer Karlsch (HG), Ch. Links Verlag Berlin (P. W. Wagner: „Vom Kampfgeist der Kumpel-Sportler – Die Wismut und der Fußballsport“ S. 632–658), 2011, ISBN 978-3-86153-653-6
- Die AGFA-ORWO-Story. Geschichte der Filmfabrik Wolfen und ihrer Nachfolger, von Rainer Karlsch und Paul Werner Wagner, Verlag für Berlin-Brandenburg, Berlin 2010, ISBN 978-3-942476-04-1
- Emanuel Lasker: homo ludens – homo politicus; Beiträge über sein Leben und Werk, von Elke-Vera Kotowski, Susanna Poldauf, Paul Werner Wagner (Hrsg.). Verlag für Berlin-Brandenburg, Potsdam 2003.
- Der Bitterfelder Aufstand: der 17. Juni 1953 und die Deutschlandpolitik; Ereignisse – Zeitzeugen – Analysen, von Stefanie Wahl, Paul Werner Wagner (Hg). Leipzig : Forum Verlag, 2003
- Rebellion gegen die Enge: Protokoll eines gescheiterten Fluchtversuchs; Vernehmungen, Gedichte und Briefe, von Paul Werner Wagner. Magdeburg : Landesbeauftragte für die Unterlagen des Staatssicherheitsdienstes der ehemaligen DDR in Sachsen-Anhalt, 2001
- „…man muss doch mal zu seinem Recht kommen …“ : Paul Othma – Streikführer am 17. Juni 1953 in Bitterfeld, von Heidemarie Schmidt, Paul Werner Wagner. Magdeburg: Die Landesbeauftragte für die Unterlagen des Staatssicherheitsdienstes der ehemaligen DDR in Sachsen-Anhalt, 2001
- „Kampf“ von Emanuel Lasker – Reprint der ersten philosophischen Schrift des deutschen Schachweltmeisters aus dem Jahr 1907, Paul Werner Wagner (Herausgeber), Potsdam 2001
- Interview mit Wolfgang Leonhard (Film- und Textfassung auf der Bonus-DVD in der DVD-Box „BEFREIUNG“ – ICESTORM 2005) (Interviewer P. W. Wagner)
- Zug um Zug – Schach – Gesellschaft – Politik Haus der Geschichte Bonn 2006
- Grosse Geschichten 70 – DDR-Archiv „columbus 64“ – DVD-Box mit Booklet-Text (20 Seiten), Studio Hamburg Enterprises 2012 (P. W. Wagner – Autor des Booklet-Textes)
- Friedrich Wolf – ein Rundfunkpionier – Doppel-CD mit Booklet-Text, Deutsches Rundfunkarchiv 2013 (P. W. Wagner – Recherche, Booklet-Text und Auswahl der Tondokumente)
- „Aber ich sah ja selbst, das war der Krieg.“ Kriegstagebuch und Briefe von der Front 1943–1945, Konrad Wolf, Edition Die Möwe, Hrsg. Paul Werner Wagner
- Zur Kultur der DDR – Persönliche Erinnerungen und wissenschaftliche Perspektiven Frank Hoffmann (Hrsg.) (P. W. Wagner „Mein Bitterfelder Weg. Kultur und Produktion in der DDR“ (S. 229–242))
- Der Kracher von Moskau – Fußball zwischen Politik und Sport – Das Länderspiel Sowjetunion gegen die Bundesrepublik Deutschland am 21. August 1955 Thomas Grimm (Hrsg.) (P. W. Wagner „Fußball in Ostdeutschland – Der Blick nach drüben“ (S. 35–43))
- Schachkolumne der Berliner Zeitung seit 2002 jede zweite Wochenendausgabe (bisher über 850 Porträts berühmter Schachmeister)